# 폐쇄 도시

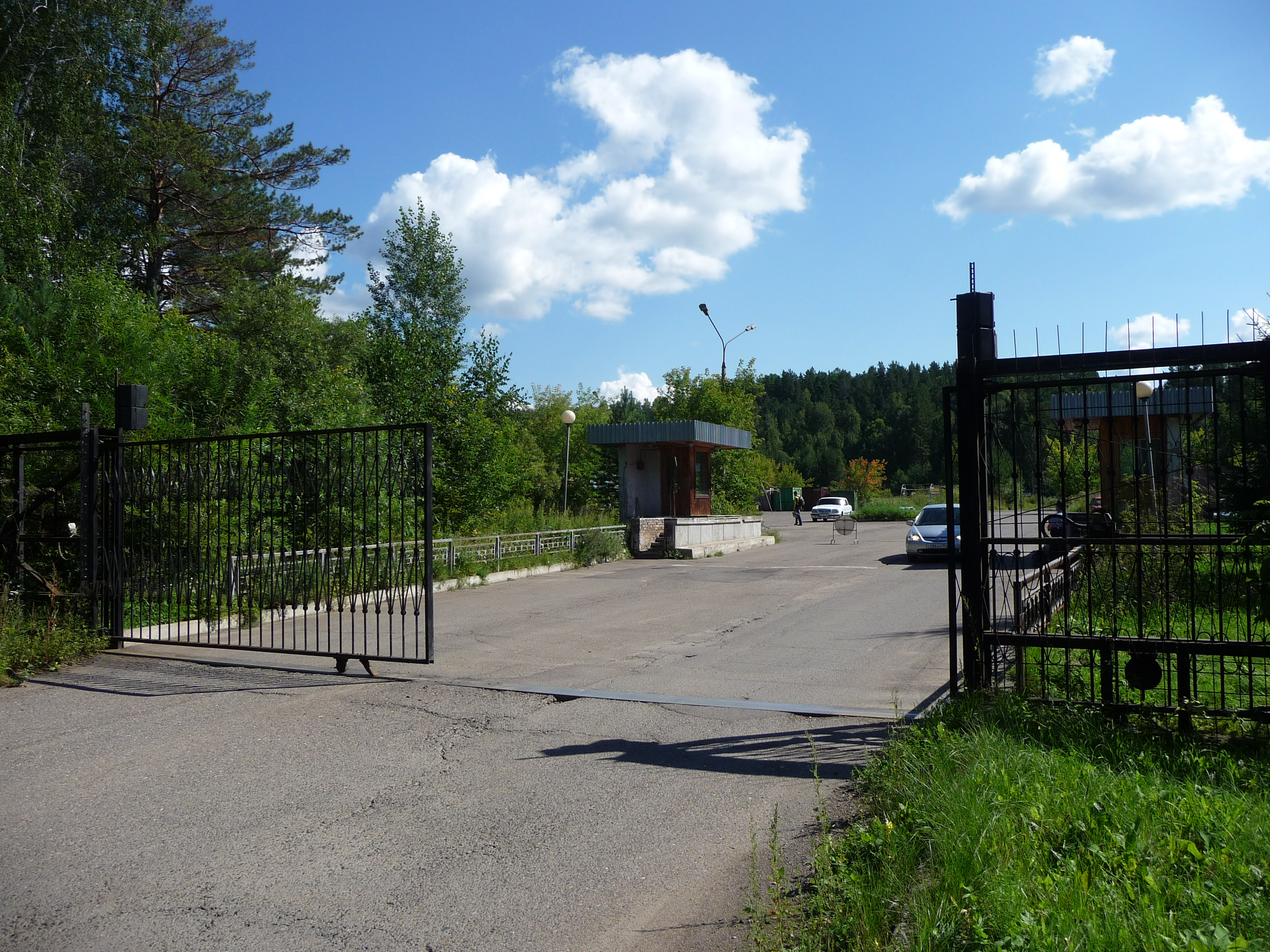
러시아 크라스노야르스크 변경주 젤레즈노고르스크로 가는 보안 검문소

폐쇄 도시(러시아어: Закрытое административно-территориальное образование, ЗАТО́)는 구소련이나 다른 국가에서 여행이나 거주가 일부 제한되는 도시를 말한다. 당시 이러한 폐쇄 도시들은 일반 지도에는 표기되지 않았다. 다른말로는 비밀도시 이라고도 한다.

## 역사
폐쇄 도시는 1940년 후반에 "사서함"이라는 이름 하에 설치되었다. 다른 도시에서 편지를 보낼 때 주소를 사서함으로 보내야 한다는 사실에서 명칭이 나왔다. 폐쇄 도시는 두 종류로 나뉘었다. 첫 번째 종류는 무기 공장이나 원자력 연구소와 같은 기밀 군사, 산업, 과학 연구 단지가 있는 작은 도시이다. 이러한 도시의 예로는 플루토늄 농축 공장이 있는 오조르스크(첼랴빈스크-65) 및 우라늄 농축 공장이 있는 실라매에가 있다. 소련 국민들이라고 해도 권한이 없는 자는 이 도시에 진입할 수 없었다. 이 외에도 외국인의 출입이 제한된 몇몇 대도시가 이렇게 분류되었다. 예를 들면 탱크 공장이 있는 페름이나 소련 태평양 함대가 있는 블라디보스토크, 스페츠나츠 훈련소가 있는 미상의 지역 등이다.
두 번째 종류는 보안상의 이유로 폐쇄된 국경 도시 및 지역이다. 폐쇄된 국경 지역으로는 칼리닌그라드주 및 사레마섬, 히우마섬 등이 있었다. 과거 공산권에는 유사하게 폐쇄된 도시들이 있었다. 동서독 국경을 따라서 많은 지역이 폐쇄되었고, 서독과 체코슬로바키아 국경에도 유사한 제약이 있었다. 이 지역을 출입하려면 특별 허가가 필요하였다.
폐쇄 도시의 위치는 지리적 특성을 고려하였다. 폭격기를 피할 수 있는 우랄산맥과 시베리아의 깊은 곳에 주로 설치되었다. 중공업이나 원자력 공업에 사용되는 다량의 물을 쉽게 구할 수 있는 강과 호수 근처에 건설되었다. 근처에 있는 작은 마을에서 건설 노동력이 동원되었다. 원래 폐쇄된 도시는 더 나은 곳을 찾을 때까지 사용할 임시 도시였으나, 자급자족이 가능해지면서 소련 체제의 특징이 되었다.

### 우크라이나
우크라이나에는 총 11곳의 폐쇄된 도시가 존재하였고, 크림반도의 항구인 세바스토폴과 미사일 제조 거점인 드니프로가 1990년대 중반까지 폐쇄되었다. 여행 일부 제한은 소련 국민에게는 적용되지 않았고 외국인에게만 적용되었다.

### 에스토니아
에스토니아의 폐쇄된 도시는 실라매에와 팔디스키였다. 실라매에에는 소련의 원자력 발전소와 핵무기 시설에 공급할 연료봉을 제조하는 화학 공장이 있었으며, 팔디스키는 소련의 핵 잠수함 훈련소로 사용되었다. 에스토니아가 다시 독립한 1991년 실라매에가 개방되었고, 팔디스키는 마지막 러시아 잠수함이 떠난 1994년에 개방되었다.

## 환경
폐쇄 도시는 기밀로 취급된 지도 이외에는 표시되지 않았으며, 도로 표지판이나 철도 시간표에 등재되지 않았다. 폐쇄 도시로 가는 버스편은 근처에 있는 작은 마을로 가는 것처럼 표시해 두었고, 폐쇄 도시 근처의 정류장에는 "47km"와 같은 이름을 붙였다. 우편 수발신을 위하여 근처에 있는 가장 큰 도시에 숫자를 붙인 사서함을 사용하였다. 예를 들어 첼랴빈스크-65, 아르자마스-16 등이다. 때로는 위장된 도시가 원래 도시와 먼 거리에 위치해 있다. 아르자마스-16이라는 이름이 붙은 사로프의 경우, 두 도시 사이의 거리는 거의 75km 정도 떨어져 있었다.
폐쇄 도시의 외부인이 출입하려면 서류상 허가와 보안 점검이 필요하였다. 폐쇄 도시로 이주하려면 KGB의 허가를 받아야 했다. 감옥과 같은 형태로 철조망 및 감시탑을 설치하여 도시를 경계하기도 하였다. 도시 거주자들은 이러한 시설과는 관계 없이 보안 검문소를 통해 도시 내외부를 출입할 수 있었다. 도시가 존재했다는 사실 자체가 종종 기밀로 부쳐졌으며, 거주자들은 외부인에게 거주지에 대한 정보를 알릴 수 없었다. 당국에서는 폐쇄 도시 거주자들에게 더 좋은 주거 환경을 제공하였고 시장에서 더 다양한 상품을 구입할 수 있도록 하였다.

## 현재의 폐쇄 도시

### 러시아

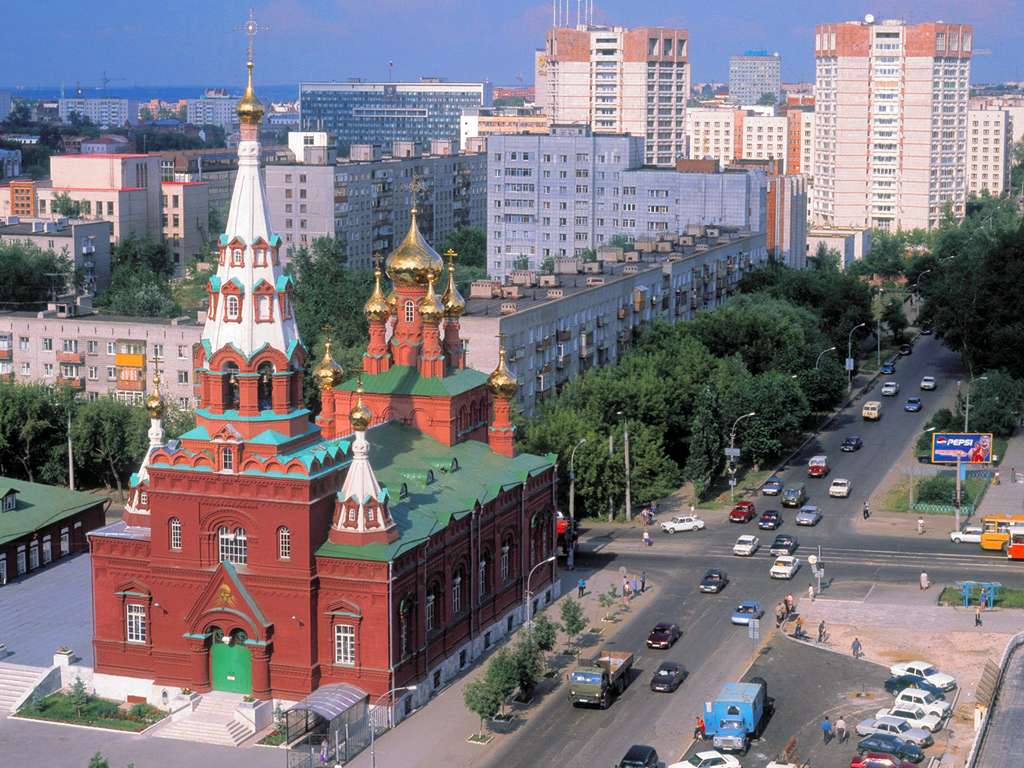
과거 폐쇄 도시였던 페름

폐쇄 도시 정책은 1980년대 후반과 1990년대에 대대적으로 교체되었다. 페름과 같은 일부 도시는 소련 붕괴 이전에 개방되었고, 칼리닌그라드와 블라디보스토크는 1992년에 개방되었다. 1993년 러시아 연방 헌법의 개정으로 폐쇄 도시의 정책이 바뀌었다. 이로 인하여 모든 폐쇄 도시는 법적으로 연방 관구의 지위를 갖게 되었다.
총 42개의 폐쇄 도시의 존재가 알려져 있으며, 거주 인구는 150만 명이다. 이들 중 75%는 러시아 국방부에서 관리하며, 나머지는 로사톰에서 관리한다. 약 15개의 폐쇄 도시가 더 있다고 추측되지만, 러시아 정부에서는 존재 여부와 이름을 공개하지 않았다.
러시아의 공식적인 폐쇄 도시는 정부에 의해서 관리된다.
- 니즈니노브고로드주: 사로프
- 레닌그라드주: 소스노비보르
- 모스크바주: 블라시하, 즈뵤즈드니고로도크, 크라스노즈나멘스크
- 무르만스크주: 세베로모르스크, 스네즈노고르스크, 알렉산드롭스크, 오스트로브노이, 자오조르스크
- 바시키르 공화국: 메즈고리예
- 블라디미르주: 라두즈니
- 아르한겔스크주: 미르니
- 아무르주: 치올콥스키
- 아스트라한주: 즈나멘스크
- 사라토프주: 시하니
- 스베르들롭스크주: 노보우랄스크, 레스노이, 스보보드니
- 첼랴빈스크주: 스네진스크, 오조르스크, 트료흐고르니
- 캄차카 지방: 빌류친스크
- 크라스노야르스크 지방: 노릴스크, 딕손, 젤레노고르스크, 젤레즈노고르스크
- 키로프주: 오무트닌스크
- 톰스크주: 세베르스크
- 펜자주: 자레치니
- 프리모르스키 지방: 볼쇼이카멘, 포키노

일부 폐쇄 도시는 외국인의 투자를 받을 수 있도록 개방되어 있지만, 외국인의 출입에는 허가가 필요하다. 외국인 투자가 개방된 폐쇄 도시의 예는 미국과 러시아가 공동으로 진행하는 원자력 도시 계획(Nuclear Cities Initiative, NCI)에 포함된 도시로, 사로프, 스네진스크, 젤레즈노고르스크가 있다.
1990년대 후반부터 폐쇄 도시는 계속 줄어들었으나, 2001년 10월 30일 북부의 도시 노릴스크, 탈나흐, 카예르칸, 두딘카, 이가르카에는 러시아인 및 벨라루스인을 제외한 외국인의 방문이 일부 제한되었다.

### 우크라이나

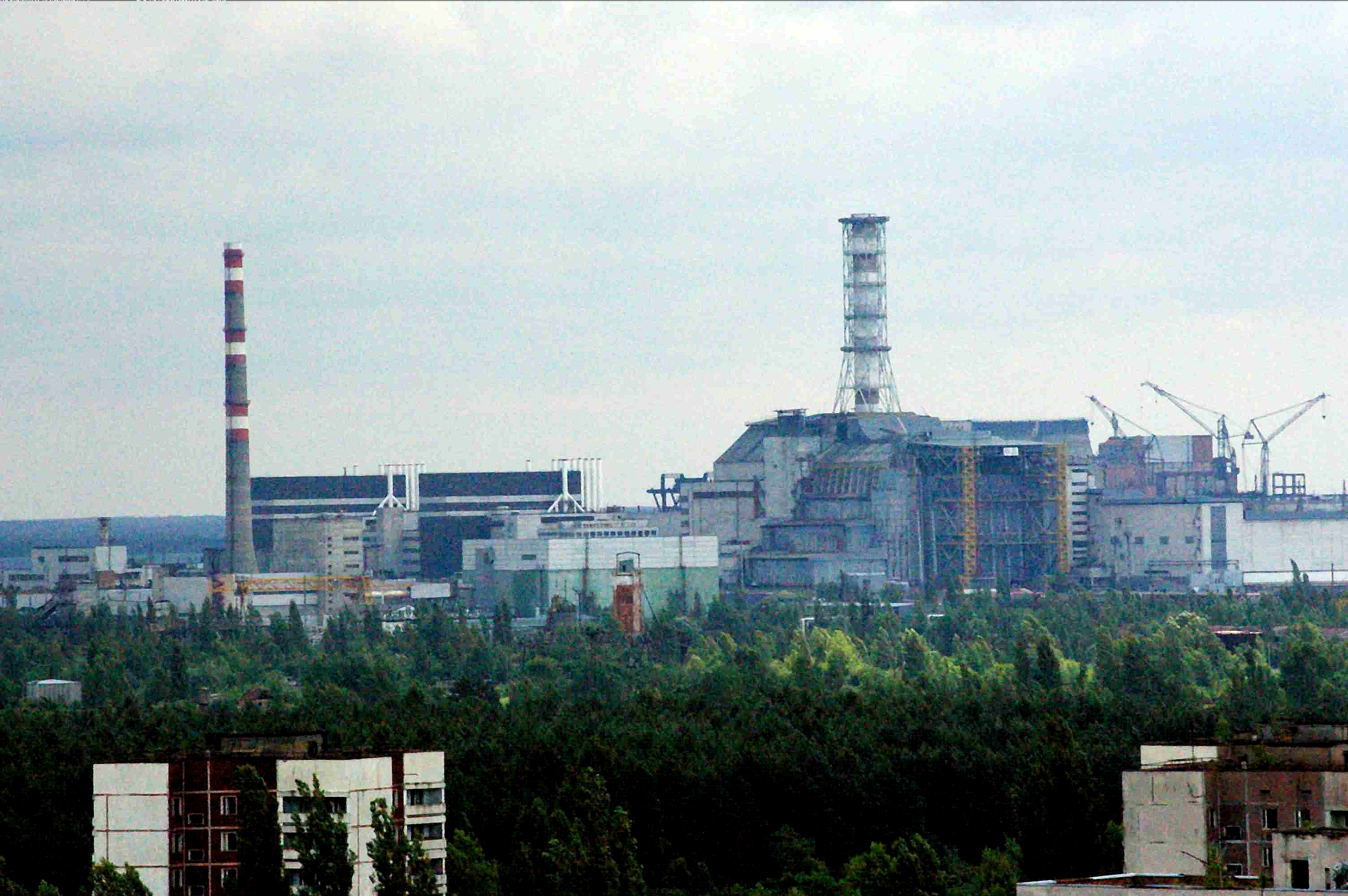
체르노빌 원자력 발전소

1986년 체르노빌 원자력 발전소 사고로 인해 체르노빌과 프리피야트는 안전상의 이유로 출입 및 거주가 제한되어 있는 폐쇄도시이다. 딱히 국가주요시설이 있는 것은 아니며 출입자가 방사능에 오염될 가능성 때문에 아주 제한적으로 출입이 가능하도록 출입을 통제하고 있다.

### 카자흐스탄

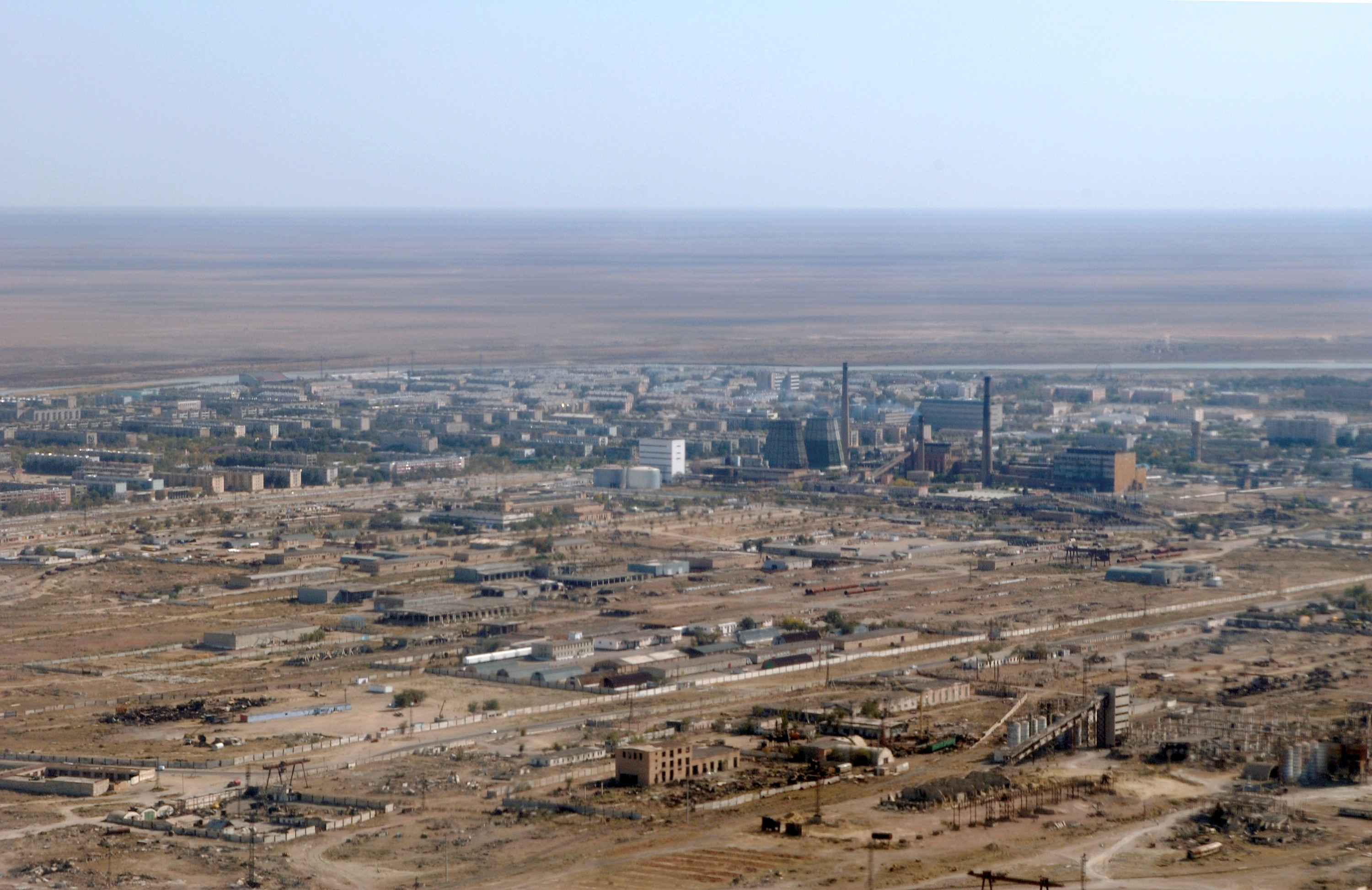
카자흐스탄 바이코누르 (2004년)

카자흐스탄에는 러시아에서 관리하는 폐쇄 도시가 3곳 존재한다. 바이코누르 우주 기지를 지원하기 위해 건설된 바이코누르, 세미팔라틴스크 핵 실험장이 있는 쿠르차토프, 사리샤간 ABM 실험장이 있는 프리오조르스크이다.

### 미국
- 테네시주 오크리지는 맨해튼 계획이 진행되는 동안 폐쇄되었으며, 뉴멕시코주 로스앨러모스도 한동안 폐쇄 도시였었다.
- 네바다주 머큐리는 핵 실험장의 일부로 폐쇄되어 있다.

### 일본
- 후쿠시마현은 동일본대지진으로 터져버린 원폭사고로 인해, 대부분의 도시가 제한되어 있다. 후쿠시마 사람들은 후쿠시마로 와서 고향으로 가고싶다는 뜻을 담아 벽화에 그림을 그린다.

## 같이 보기
- 장벽